# Rumunia na Mistrzostwach Świata w Lekkoatletyce 2015
Rumunia na Mistrzostwach Świata w Lekkoatletyce 2015 – reprezentacja Rumunii podczas Mistrzostw Świata w Pekinie liczyła 16 zawodników, z których żaden nie zdobył medalu.

## Występy reprezentantów Rumunii

### Mężczyźni

#### Konkurencje biegowe
| Konkurencja   | Zawodnik        | Runda 1  | Runda 1 | Półfinał | Półfinał | Finał    | Finał   |
| Konkurencja   | Zawodnik        | Rezultat | Pozycja | Rezultat | Pozycja  | Rezultat | Pozycja |
| ------------- | --------------- | -------- | ------- | -------- | -------- | -------- | ------- |
| Maraton       | Marius Ionescu  | —        | —       | —        | —        | DNF      | DNF     |
| Chód na 50 km | Marius Cocioran | —        | —       | —        | —        | DNF      | DNF     |

#### Konkurencje techniczne
| Konkurencja    | Zawodnik      | Eliminacje | Eliminacje | Finał    | Finał   |
| Konkurencja    | Zawodnik      | Rezultat   | Pozycja    | Rezultat | Pozycja |
| -------------- | ------------- | ---------- | ---------- | -------- | ------- |
| Skok wzwyż     | Mihai Donisan | 2,26       | 22.        | NQ       | NQ      |
| Trójskok       | Marian Oprea  | 17,07 (SB) | 3. Q.      | 17,06    | 6.      |
| Pchnięcie kulą | Andrei Gag    | 19,74      | 17.        | NQ       | NQ      |

### Kobiety

#### Konkurencje biegowe
| Konkurencja        | Zawodniczka                                              | Runda 1      | Runda 1 | Półfinał | Półfinał | Finał    | Finał   |
| Konkurencja        | Zawodniczka                                              | Rezultat     | Pozycja | Rezultat | Pozycja  | Rezultat | Pozycja |
| ------------------ | -------------------------------------------------------- | ------------ | ------- | -------- | -------- | -------- | ------- |
| Bieg na 400 m      | Bianca Răzor                                             | 50,37 (PB)   | 2. Q    | 51,05    | 13.      | NQ       | NQ      |
| Bieg na 1500 m     | Florina Pierdevara                                       | 4:13,76      | 30.     | NQ       | NQ       | NQ       | NQ      |
| maraton            | Paula Todoran                                            | —            | —       | —        | —        | DNF      | DNF     |
| Sztafeta 4 × 400 m | Andreea Grecu Anamaria Ioniță Sanda Belgyan Bianca Răzor | 3:28,60 (SB) | 11.     | —        | —        | NQ       | NQ      |
| Chód na 20 km      | Claudia Ștef                                             | —            | —       | —        | —        | 1:34:51  | 24.     |

#### Konkurencje techniczne
| Konkurencja | Zawodniczka             | Eliminacje | Eliminacje | Finał    | Finał   |
| Konkurencja | Zawodniczka             | Rezultat   | Pozycja    | Rezultat | Pozycja |
| ----------- | ----------------------- | ---------- | ---------- | -------- | ------- |
| Skok w dal  | Florentina Marincu      | NM         | NM         | NQ       | NQ      |
| Skok w dal  | Alina Rotaru            | 6,58       | 15.        | NQ       | NQ      |
| Trójskok    | Cristina Bujin          | 13,21      | 25.        | NQ       | NQ      |
| Trójskok    | Elena Andreea Panțuroiu | 13,58      | 18.        | NQ       | NQ      |